# Matthias Huemer
Matthias Huemer (* 22. Jänner 1991 in Linz) ist ein österreichischer Judoka. Er trägt den 1. Dan seit 2016.

## Biografie
Er kämpft für den UJZ Mühlviertel in der Ersten Österreichischen Judo-Bundesliga.
2011 kämpfte er in der 2. Deutsche Bundesliga Nord für den KSC Spremberg.

## Erfolge (Auswahl)
Folgende Erfolge konnte Huemer jeweils in der 60-kg-Gewichtsklasse erreichen:
- 1. Rang Europacup London 2009
- 2. Rang PJC World Cup Miami 2012
- 2. Rang Weltcup San Salvador 2012
- 3. Rang Finnish Open Vantaa 2011

Zudem war Huemer mehrfach österreichischer Meister in diversen Nachwuchsklassen und Staatsmeister 2013.